# Мец
 Тази статия е за града във Франция.  За футболния отбор вижте ФК Мец.  
Мец (на френски: Metz, произнася се [mɛs], Мес), е град в Североизточна Франция, център на регион Гранд Ест. Разположен е на река Мозел. В града се намира Университетът „Пол Верлен“. Населението му е 125 721 души (2007), а на градската агломерация – 440 000 души.

## История
През Средновековието градът е имперска територия, която е превзета от френския крал Анри II в средата на 16 век и официално призната за френска територия според Вестфалския мирен договор.
Първите данни за евреи в Мец са от края на 9 век. До 11 век те са под закрилата на епископа. През 960 г. в Мец е роден Гершом бен Йехуда. В началото на първия кръстоносен поход през 1096 г. са убити 22-ма евреи. В края на 12-и и началото на 13 век евреите напускат Мец. Нови евреи се заселват в града през 16 век.
От 1871 до 1918 г. и от 1940 до 1944 г. градът е част от Германската империя.
Към 2014 г. Мец е столица на департамента Мозел.

## Култура
В Мец се намира музеят на модерното и съвременно изкуство Помпиду-Мец с площ 12 000 m² и дъщерно дружество на центъра Жорж Помпиду в Париж. Сградата в Мец е с 10% по-голяма от тази в Париж.

## Спорт
Градът е известен е с хандбалните (мъже/жени) и с футболния си клуб. През първите години на 20 век хандбалните клубове имат големи успехи в Европа и Франция. Във футболния отбор ФК Мец през 1985 – 1987 играе българският футболист Пламен Марков, бивш треньор на националния отбор на България и ЦСКА. Футболният отбор е сред популярните във Франция, печели Купата на Лигата през 1986 г., а през 1998 г. е вицешампион.

## Известни личности
Родени в Мец
- Пол Верлен (1844 – 1896), поет
- Ханс фон Залмут (1888 – 1962), офицер
- Анри дьо Ламот (1843 – 1926), офицер и журналист
- Жан-Мари Строб (р. 1933), режисьор
- Едгар Фойхтингер (1894 – 1960), офицер

Починали в Мец
- Гюнтер фон Клуге (1882 – 1944), германски офицер

## Побратимени градове
- Трир, Германия от 1957 г.